# (400) Ducrosa
(400) Ducrosa ist ein Asteroid des äußeren Hauptgürtels, der am 15. März 1895 vom französischen Astronomen Auguste Charlois am Observatoire de Nice bei einer Helligkeit von 14 mag entdeckt wurde.
Der Asteroid wurde vom Entdecker benannt zu Ehren von Joseph Ducros, Mechaniker am Observatorium von Nizza.

## Wissenschaftliche Auswertung
Aus Ergebnissen der IRAS Minor Planet Survey (IMPS) wurden 1992 erstmals Angaben zu Durchmesser und Albedo für zahlreiche Asteroiden abgeleitet, darunter auch (400) Ducrosa, für die damals Werte von 33,7 km bzw. 0,14 erhalten wurden. Eine Auswertung von Beobachtungen durch das Projekt NEOWISE im nahen Infrarot führte 2011 zu vorläufigen Werten für den Durchmesser und die Albedo im sichtbaren Bereich von 32,6 km bzw. 0,15. Nachdem die Werte nach neuen Messungen mit NEOWISE 2012 auf 31,5 km bzw. 0,11 geändert worden waren, wurden sie 2014 auf 36,0 km bzw. 0,12 korrigiert.
Eine spektroskopische Untersuchung von 820 Asteroiden zwischen November 1996 und September 2001 am La-Silla-Observatorium in Chile ergab für (400) Ducrosa eine taxonomische Klassifizierung als B-Typ.

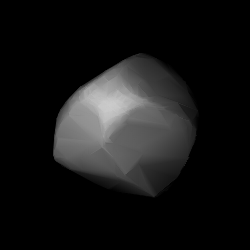
Berechnetes 3D-Modell von (400) Ducrosa

Photometrische Messungen des Asteroiden fanden erstmals statt vom 14. bis 16. Januar 2005 am Palmer Divide Observatory in Colorado. Aus der aufgezeichneten Lichtkurve wurde eine Rotationsperiode von 6,87 h bestimmt.
Eine Auswertung von archivierten Lichtkurven des United States Naval Observatory (USNO) in Arizona ermöglichte 2011 erstmals die Berechnung eines dreidimensionalen Gestaltmodells des Asteroiden für zwei alternative Rotationsachsen mit prograder Rotation und einer Periode von 6,86788 h.
Weitere photometrische Messungen während fünf Nächten vom 2. bis 23. September 2019 am Organ Mesa Observatory in New Mexico führten in der Auswertung zu einer Rotationsperiode von 6,8678 h.
Im Jahr 2021 wurde aus archivierten Daten und photometrischen Messungen von Gaia DR2 erneut ein dreidimensionales Gestaltmodell des Asteroiden für eine Rotationsachse mit prograder Rotation und einer Periode von 6,86788 h berechnet. Aus archivierten Daten des Asteroid Terrestrial-impact Last Alert System (ATLAS) aus dem Zeitraum 2015 bis 2018 konnte in einer Untersuchung von 2022 mit der Methode der konvexen Inversion eine Rotationsperiode von 6,86787 h berechnet werden.
Im Jahr 2023 wurde aus photometrischen Messungen von Gaia DR3 erneut ein dreidimensionales Gestaltmodell des Asteroiden für eine Rotationsachse mit prograder Rotation und einer Periode von 6,86782 h berechnet.